# خيلتيلينات
الخيلتيلينات (الاسم العلمي: Cheyletoidea) هي فوق فصيلة من الحيوانات تتبع رتيبة أماميات الفوهة من رتبة خطميات الشكل.

## التصنيف
- الخيلتيلات
  - الخيلتيلة
- الدويديات
  - الدويدية